# دهستان مهاجران
دهستان مهاجران یکی از دهستان‌های شهرستان بهار در استان همدان ایران است. این دهستان در بخش لالجین قرار دارد و براساس سرشماری مرکز آمار ایران در سال ۱۳۹۵، جمعیت دهستان مهاجران ۱۰۶۹۴ نفر (در ۳۲۴۹ خانوار) بوده‌است.